# Električna susceptibilnost
Eléktrična susceptibílnost (oznaka χe) je snovna brezrazsežna konstanta, sorazmernostni faktor med električno polarizacijo v snovi in gostoto električnega polja v praznem prostoru pri opisu dielektrika v električnem polju. Enaka je relativni dielektričnosti ε, zmanjšani za 1.
{\displaystyle \chi _{e}=\epsilon -1\!\,,}
{\displaystyle \chi _{e}=\alpha _{d}+\alpha _{e}+\alpha _{i}\!\,.}
Tu je {\displaystyle \alpha _{d}\!\,} dipolska polarizabilnost, {\displaystyle \alpha _{e}\!\,} elektronska polarizabilnost in {\displaystyle \alpha _{i}\!\,} ionska polarizabilnost.
Električno susceptibilnost se lahko razume tudi kot polarizabilnost na enoto prostornine dielektrika:
{\displaystyle \chi _{e}=n\alpha \!\,.}
Pri tem je n število molekulskih električnih dipolov na enoto prostornine, α pa molekulska polarizabilnost.